# Elaphrothrips vittipennis
Elaphrothrips vittipennis är en insektsart som beskrevs av Ian A. Hood 1940. Elaphrothrips vittipennis ingår i släktet Elaphrothrips och familjen rörtripsar. Inga underarter finns listade i Catalogue of Life.